# Ravi Shankar
Ravi Shankar (bengáli: রবি শংকর, magyaros átírásban: Rabi Sankar, Váránaszi, Uttar Prades állam, 1920. április 7. – San Diego (Kalifornia), 2012. december 11.) háromszoros Grammy-díjas indiai szitárjátékos és zeneszerző. Az egyik leghíresebb kortárs indiai zenész, aki sokat tett a szitár és a hagyományos indiai zene nyugati megismertetéséért. Munkássága során jelentős zenei személyiségekkel dolgozott együtt, például Yehudi Menuhinnal. Nagy hatást gyakorolt a Beatles, azon belül különösen George Harrison zenei fejlődésére. Leányai, a két különböző anyától született Norah Jones és Anoushka Shankar szintén világhírű zenészek lettek.

## Ifjúkora
Shankar jómódú és konzervatív bengáli brahmin család hetedik gyermekeként született. Testvérei közül hárman éltek, amikor megszületett. Eredeti bengáli neve Rabindra Sankar Csaudhuri. Apja Dzsalavar maharadzsájának intézőjeként dolgozott és nevének szanszkrit formáját használta, elhagyva annak utolsó tagját. Később fiai is ezt a szanszkrit verziót használták, lerövidítve az abban szereplő Rabindra keresztnevet, és így alakult ki az általa használt Ravi Shankar forma.
Apja, Sjam ugyan összeházasodott Hemangini Devivel, Ravi anyjával, de később Londonba költözött, ahol ügyvédként dolgozott és újra megnősült. Fiával egészen annak nyolcéves koráig nem is találkozott. Tízévesen Shankar Párizsba ment bátyja, a koreográfus Udaj Shankar tánccsoportjával. 13 évesen a csoport tagja lett, zeneileg kísérte annak tagjait, táncolni és indiai hangszereken tanult. Udaj tánccsoportja az 1930-as évek első felében bejárta Európát és Amerikát és eközben Ravi megtanult franciául, felfedezte a nyugati klasszikus zenét, a jazzt, a mozit és megismerkedett a nyugati szokásokkal is. A csoport 1934 decemberében hallotta játszani a maihári udvar vezető muzsikusát Allauddin Khánt egy kalkuttai zenei konferencián és Udaj meggyőzte a maihári maharadzsát, hogy engedje el zenészét csoportjával egy európai turnéra. Az utazások során Khán zeneileg továbbképezte Ravit, és azt javasolta neki, hogy hagyja abba a sorozatos fellépést, menjen Maihárba, hogy rendszeres tanulás segítségével komoly zenésszé válhasson.

## Szakmai pályafutása

### Tanulmányok és a zenei karrier kezdete Indiában
Mire Shankar az európai turnéról hazatért Indiába, szülei meghaltak. A nyugati turnék is nehézkessé váltak azok miatt az európai politikai konfliktusok miatt, amelyek később a második világháborúhoz vezettek. Így Shankar feladta tánckarrierjét és Maiharba költözött, hogy Khán tanítványaként klasszikus indiai zenét tanuljon. A képzés a hagyományos indiai gurukul rendszer keretei között zajlott, azaz Shankar nem csak tanult, de együtt élt guruja, Khán családjával és részt vett mindennapi életükben is. Khán saját gyermekei – a később szintén híres zenésszé vált Ali Akbar Khán és Annapurna Devi – Shankarral együtt tanultak apjuktól.
Khán szigorú, alapos tanárnak bizonyult. Shankar több hangszeren tanult játszani (szitár, surbahar, rudra veena, rubab, és sursingar), tanulmányozta a rágát, azaz a tradicionális india zene rendszerét, valamint a dhrupad, dhamar, és khyal énekstílusokat. Shankar első nyilvános szitár fellépésére 1939 decemberében került sor: egy hagyományos indiai duettet (jugalbandit) adott elő Ali Akbar Khánnal közösen, aki egy másik hagyományos indiai hangszeren, sarodon játszott.
Shankar 1945-ben befejezte tanulmányait, Bombay-be költözött és csatlakozott az Indiai Nemzeti Színészszövetséghez, ahol balettekhez szerzett zenét 1945–1946-ban. Ebben az időszakban zenék rögzítésében vett részt a HMV India számára, 1949 februárjától 1956 januárjáig a delhi All India Radio zenei igazgatója volt, illetve a hagyományos indiai és a nyugati zene ötvözésével kísérletezve szerzett zenét az Indiai Nemzeti Zenekar számára.

### Nemzetközi pályafutásának felívelése, 1956–1969
A világhírű hegedűművészt, Yehudi Menuhint első indiai látogatása során, 1952-ben V. K. Narayana Menon az AIR Delhi igazgatója bemutatta Shankarnak. 1954-ben Shankar egy indiai kulturális delegáció tagjaként fellépett a Szovjetunióban. Menuhin New Yorkba is meghívta, hogy a Ford Alapítvány anyagi támogatásával az USA-ban is képviselje a klasszikus indiai zenét – ám Shankar ezt a felkérést házassági problémái miatt elutasította és Ali Akbar Khánt ajánlotta maga helyett. Khán vonakodva bár, de elfogadta a felkérést és Chatur Lal tablajátékossal együtt fellépett a Museum of Modern Artban. Khán lett az első klasszikus indiai zenész, aki fellépett egy amerikai televízió műsorban, illetve akivel egy teljes ragát rögzített az Angel Records stúdió.
Khán pozitív nyugati fogadtatásának hatására 1956-ban felmondott az AIR Indiánál egy turné kedvéért, amelynek során az Egyesült Királyságban, Németországban, és az Egyesült Államokban lépett fel. A koncertek során kisebb közönség előtt lépett fel, bevezetve őket az indiai zene rejtelmeibe. Ekkor – 1956-ban, Londonban – rögzítette első nagylemezét is „Three Ragas” (Három raga) címen. 1958-ban Párizsban lépett fel az ENSZ tizedik születésnapjára rendezett ünnepségen. 1961-től Európában, az Egyesült Államokban és Ausztráliában turnézott és ő lett az első indiai zeneszerző, aki zenét szerzett Indián kívül készült filmekhez. 1962-ig Chatur Lal kísérte tablán, amikor is Alla Rakha átvette ezt a feladatot.
Első amerikai útján Shankar összebarátkozott a World Pacific Records alapítójával, Richard Bockkal, és az 1950-es–1960-as években legtöbb albumát Bock cégénél rögzítette. Ugyanitt rögzítette albumait a korszak egyik legnépszerűbb amerikai rockzenekara, a The Byrds is, így megismerték Shankar zenéjét és egyes elemeit beemelték zenéjükbe, sőt megmutatták azt barátjuknak, George Harrisonnak, a Beatles tagjának is. Harrison érdeklődését olyannyira felkeltette az indiai zene, hogy vásárolt egy szitárt és annak segítségével rögzítette a Norwegian Wood (This Bird Has Flown) című számot. Ennek nyomán az indiai zenét egyéb zenekarok is használni kezdték és kialakult a raga rock stílus.
Harrison 1966-ban találkozott Shankarral Londonban, majd hat hétre Indiába utazott, hogy szitározni tanuljon tőle. A látogatásról Howard Worth dokumentumfilmet forgatott Raga címen, amit 1971-ben mutattak be. Harrisonnal folytatott együttműködése nagyban növelte Shankar népszerűségét és – ahogyan Ken Hunt az AllMusic munkatársa fogalmazott – 1966-ra ő lett „a leghíresebb indiai zenész a világon”. 1967-ben fellépett a Monterey-i popfesztiválon és Yehudi Menuhinnal közösen Grammy-díjat kapott a West Meets East című közös munkájukért. Ugyanebben az évben a Beatles is elnyerte a díjat a Sgt. Pepper’s Lonely Hearts Club Bandért, amely az év albuma lett és amelyen szerepelt az indiai klasszikus zenére épülő és indiai zenészek közreműködésével rögzített Within You Without You című szám. Shankar 1967 májusában megnyitotta Kinnara School of Music nevű zeneiskoláját Los Angelesben és 1969-ben nagy sikerű önéletírást adott ki „My Music, My Life” („Életem és zeném”) címen. 1969-ben fellépett a Woodstocki fesztiválon, noha nem kedvelte a találkozó légkörét. Az 1970-es években Shankar távol tartotta magát a hippimozgalomtól.

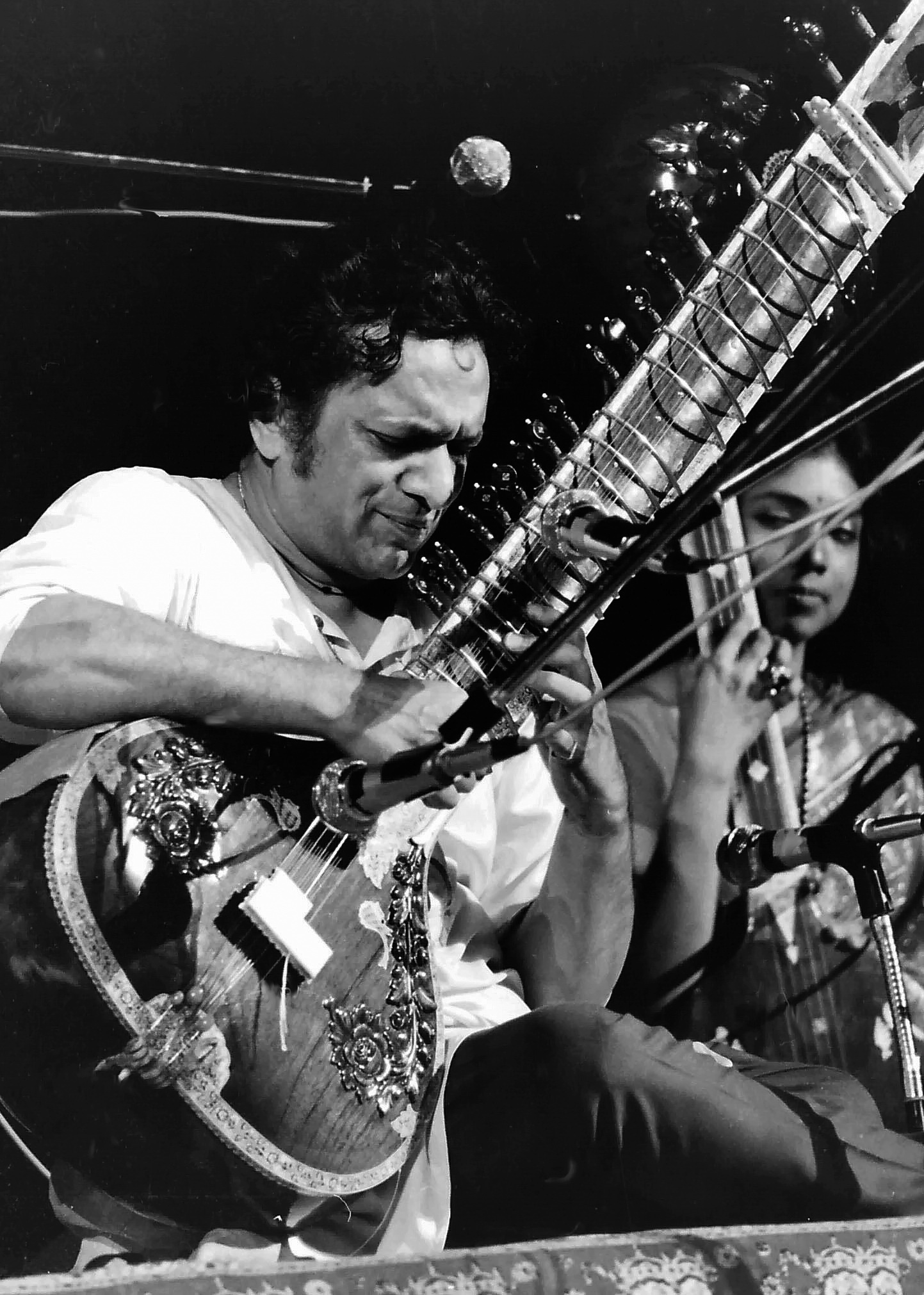
A Woodstocki fesztiválon

### 1970-től haláláig
Shankar tanított a City College of New Yorkban, Los Angelesben a Kaliforniai Egyetemen, illetve vendégoktatóként egyéb oktatási intézményekben, beleértve az Ali Akbar College of Musicot. 1970 októberében a California Institute of the Arts indiai zenei tanszékének vezetője lett. Az év végén a Londoni Szimfonikus Zenekar felkérésére egy szitárművet komponált (Concerto for Sitar & Orchestra), amelyet a zenekarral együtt és André Previn karmester közreműködésével elő is adott. 1971 augusztusában fellépett a George Harrison által a bangladesi természeti katasztrófák és katonai konfliktus áldozatainak megsegítésére szervezett New York-i koncerten (Concert for Bangladesh). Noha az indiai zene iránti érdeklődés csökkent az 1970-es évek elején, a koncertről kiadott album az egyik legkeresettebb album lett, és ez meghozta Shankar számára a második Grammy-díjat.
Az 1970-es években Shankar és Harrison együtt dolgozott. Rögzítették a Shankar Family and Friends című albumot, illetve – Shankar európai turnéja után – váltakozó sikerrel végigturnézták Észak-Amerikát. A turné során Gerald Ford elnök fia, John Gardner Ford meghívására a Fehér Házban is felléptek. A megterhelő fellépéssorozat legyengítette Shankart, aki 1974 szeptemberében szívrohamot kapott és ezzel a fellépéseknek vége szakadt. Felépülése után azonban folytatta a koncertezést és az oktatást egészen az évtized végéig, majd az 1980-as években is. Megalkotta második zenekari művét is (Raga Mala), amelyet Zubin Mehta vezényletével mutattak be 1981-ben. 1982-ben a Gandhi című film zenéjéért Oscar-díjra is jelölték, ám John Williams az E. T. – a földönkívüli zeneszerzőjeként megelőzte őt. 1990-ben Philip Glass zeneszerzővel közösen alkották meg a Passages című albumot.
Az indiai parlament felsőházának (Rajya Sabha) 250 tagja közül 12 főt az ország elnöke jelöl kiemelkedő kulturális, tudományos, közösségi vagy egyéb teljesítményéért. Radzsiv Gandhi miniszterelnök javaslatára az elnök 1986-ban jelölte Shankart, aki ennek nyomán 1992-ig tagja volt a felsőháznak.

## Magánélete, családja
Shankar 1941-ben házasodott össze Annapurna Devivel, Allauddin Khán leányával. Kapcsolatukból 1942-ben egy fiú, Shubhendra Shankar született. Az 1940-es években a pár elvált és Shankar az évtized vége felé kapcsolatot kezdett Kamala Shastri táncosnővel. 1979-ben egy New York-i koncertproducerrel, Sue Jonesszal folytatott viszonyából született leánya, a később sikeres énekes-előadóként népszerűvé vált Norah Jones Shankar. Shankar 1981-ben elvált Kamala Shastritól és 1986-ig Sue Jonesszal élt. Ám már 1981-ben megszületett leánya – a később szintén világszerte ismertté vált Anoushka Shankar – Sukanya Rajantól. Rajan és Shankar az 1970-es évek óta ismerték egymást és 1989-ben összeházasodtak.
Fia, Shubhendra „Shubho” Shankar, aki több hangszeren is játszott, gyakran kísérte apját a fellépéseken, ám sosem kezdett szólókarrierbe. Shubhendra hosszú betegség után 1992-ben elhunyt. Norah pályafutása során eddig nyolc Grammy-díjat nyert, és Anoushkát is jelölték már a díjra. Anoushka apja gyakori partnere volt a koncerteken.
Shankar hindu volt, és ennek megfelelően vegetáriánus. Sukanyával az Egyesült Államokban, Dél-Kaliforniában élt.

## Fordítás
- Ez a szócikk részben vagy egészben  a   Ravi Shankar című angol Wikipédia-szócikk ezen változatának fordításán alapul.  Az eredeti cikk szerkesztőit annak laptörténete sorolja fel. Ez a jelzés csupán a megfogalmazás eredetét és a szerzői jogokat jelzi, nem szolgál a cikkben szereplő információk forrásmegjelöléseként.